# Zati Sungur

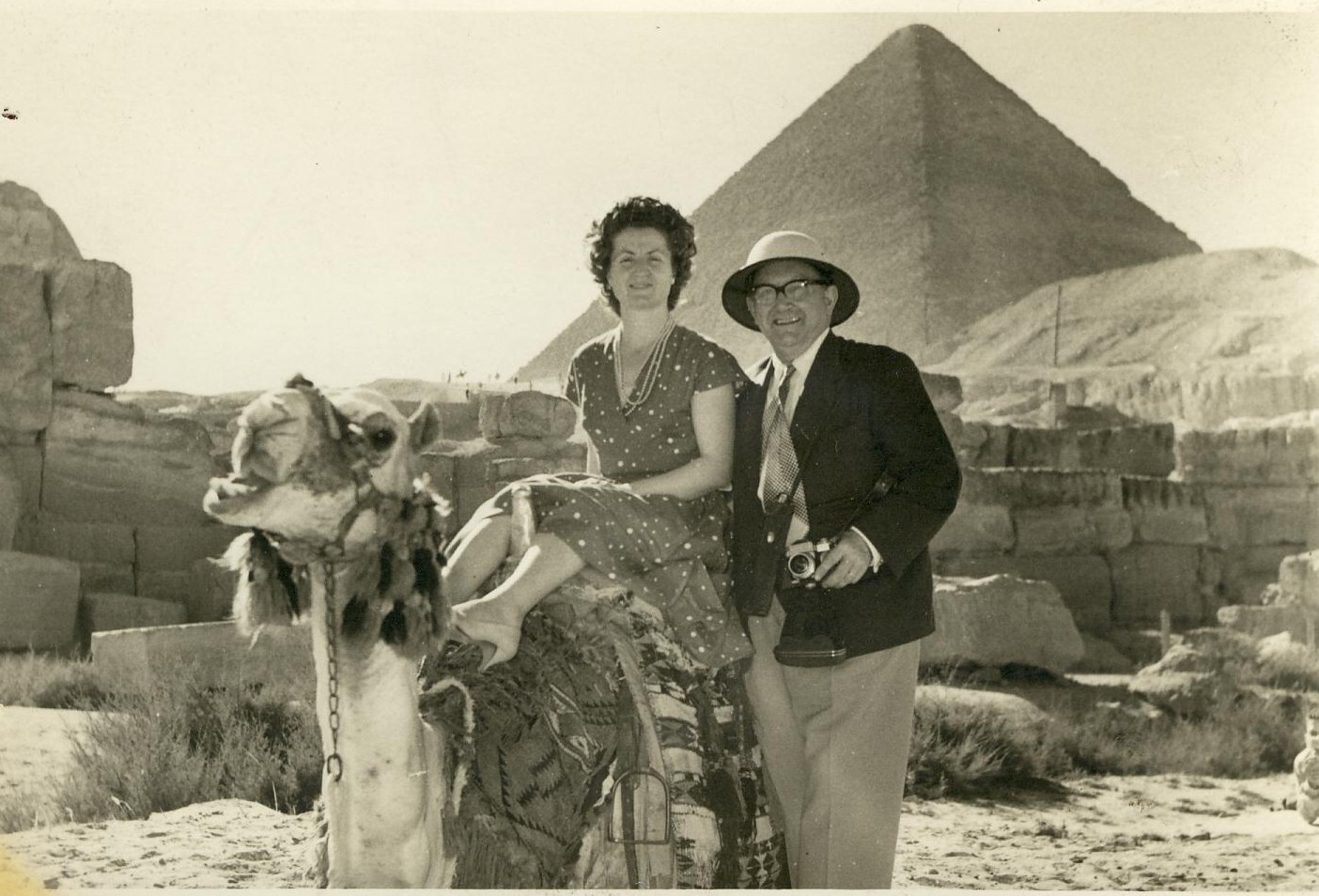
Zati und Necla Sungur in Ägypten

Zati Sungur (geboren am 10. März 1898 in Bursa; gestorben am 6. Juli 1984 in Istanbul) war der erste international bekannte türkische Illusionist. Zu seinem Repertoire gehörte die "Zersägte Jungfrau in dünnen Kasten" ebenso wie die Fliegende Jungfrau. Es war sein Anliegen, die Zauberei (sihirbazlık), die in der jungen Republik oft der Gaunerei (hokkabazlık) und Rosstäuscherei (madrabazlık) gleichgesetzt wurde, als Kunstform zu etablieren. Sein Markenzeichen auf der Bühne waren Zylinder und Monokel.
Zati Sungur kam in 1898 als Kind einer gediegenen Familie in Bursa auf die Welt. In der Volksschule schnitt er sich aus weißem Karton Manschetten und Kragen und verblüffte seine Kameraden und seine Familie mit Taschenspielertricks. Er besuchte Grund- und Mittelschule in seiner Heimatstadt und absolvierte dann gegen den Willen seines Vaters die Unteroffiziersschule der Marine (Astsubay Çarkçı Okulu) in Istanbul. Anschließend wurde er 1916 zur Offiziersausbildung für U-Boote nach Deutschland geschickt. Der Erste Weltkrieg brach aus. Zati Sungur verpasste das letzte Schiff, das die türkischen Marinestudenten in die Heimat zurückbringen sollte und fand sich mittellos in Köln wieder und schlug sich dort als Arbeiter bei den Humboldt-Deutz-Werken durch. Auf Betreiben seines Vorarbeiters, der selbst ein Hobby-Zauberkünstler war, wurde er Zaubergruppen vorgestellt, ließ sich von Conradi Horster Kunststücke und Fachliteratur kommen und bald darauf wagte er abends in Kölner Volksgarten, mit Fez vor Publikum aufzutreten. Etwas später sprach ihn Alois Kassner (1887–1970), der damals weltbekannte Illusionist, nach einer Vorstellung an und riet ihm, sich als Profi zu versuchen. Mit dieser Ermutigung lieh sich Sungur seinen ersten Zylinderhut und Frack und trat im Berliner Wintergarten auf. Kurz darauf musste er seine erste Frau, die Tochter seines Gastgebers in Köln, mit seinen zwei kleinen Söhnen zurücklassen und begab sich 1922 mit einer Artistengruppe auf eine Welttournee, die ihn durch Frankreich und Italien nach Südamerika führte. Er ließ sich dann in Argentinien nieder, arbeitete zuerst in Kinos und Varietés als Zauberkünstler und gründete in Buenos Aires eine eigene Show mit seiner italienischen Partnerin Miss Neraide.
Hautfarbe und Physiognomie ließen ihn nicht als Türken erkennen, deshalb nannte ihn sein Manager 'Comte de Richmond'. Er bereiste unter diesem Namen und später als 'Comte Sati von Richmond' zahlreiche Städte in Argentinien, Brasilien, Uruguay, Paraguay und Chile. Nach den 1930er Jahren trat er auch als "Zati Bey mit seiner Partnerin Melek Hanım" auf. Ein türkischer Geschäftsmann, der auf seiner Reise in Buenos Aires Zati Beys Show bewunderte, überredete ihn, nach seinen 14 Jahren in Südamerika in die Türkei zurückzukehren. Am 21. April 1936 kam Zati Sungurs Schiff im Hafen von Istanbul an.
Zati Sungur trat am 9. Mai 1936 in Istanbuler Fransız Tiyatrosu, heute Ses Tiyatrosu, mit großem Erfolg auf, seine Vorstellungen erregten in allen Städten großes Aufsehen, viele Zeitungen berichteten über ihn. Es wurden Legenden über ihn erzählt, Kemal Atatürk ließ sich von ihm unterhalten. Er wurde 1938 von seiner deutschen Frau geschieden und heiratete seine Assistentin Necla Hanım. Das Paar bekam zwei Töchter: Aynur Sungur Tuncer und Saynur Oktem. Er tourte 1938–1939 mit seinen zehn Assistenten und zwei Lastwagen mit ungefähr 10 Tonnen selbsthergestelltem Zaubermaterial durch zahlreiche Städte der Türkei, Griechenlands und Ägyptens, 1949 und 1950 in Zypern, Österreich und Italien. 1959 tourte er wieder mit seiner Show durch Ägypten und Griechenland und danach in vielen Klein- und Großstädten der gesamten Türkei.
1966 nahm Sungur Abschied von der Bühne, um zu Hause das zu diesem Zeitpunkt in der Türkei einzige Studio für Herstellung und Versand von Zauberutensilien zu gründen. 1968 erschien sein Buch "Zati Sungur Öğretiyor, Salon Oyun ve Eğlenceleri " (Zati Sungur lehrt Kammerspiele und -vergnügungen). 1973 bot er in dem 322-seitigen Katalog seines Studios 542 verschiedene Zauberkunststücke zum Verkauf an. Er erstellte den Plan und die Anweisungen, stellte die verschiedenen Komponenten in seiner Werkstatt zu Hause oder anderswo her und verschickte sie mit Hilfe seiner Frau Necla per Post jahrelang bis in die entlegensten Ecken der Türkei.
In 1975 erhielt er auf dem Zauberkongress in Karlovy Vary in der Tschechoslowakei den ersten Preis. 1979 wurde er von dem Verein "International Brotherhood of Magicians (USA) (kurz IBM)" mit dem "Order of Merlin" honoriert. 1981 wurde er in Karlovy Vary von dem Zauberkongress als 'Kral Magiales' (Weltmeister der Magie) ausgezeichnet. 1981 wurde ihm vom Magischen Zirkel von Deutschland e.V (kurz MZvD) (Internationale Vereinigung der Amateur- und Berufszauberkünstler) die Ehrenmitgliedschaft zugesprochen.
Zati Sungur starb am 6. Juli 1984 im Alter von 86 Jahren in Istanbul an Herzinsuffizienz, als er neue Zauberkunststücke für sein geplantes Jubiläum konstruierte.

## Trivia
Alexander Adrion, anerkannter Meister magischer Kammerkunst und Erforscher der Geschichte der Zauberkunst, der orientalischen Magie und der Psychologie der Täuschung und Autor mehrerer Bücher zur Geschichte der Zauberkunst, ehrt Zati Sungur in seinem Buch "Die Kunst zu Zaubern" 1978 als " Meistermagier des Vorderen Orients" und schreibt in seinem Artikel über Zati Sungur (Seite 181): "Sein technisches Wissen hilft ihm, bekannten Illusionen ungewohnte Höhepunkte zu geben. Mädchen rotieren auf Schwertspitzen in der Luft, die Schwebende Jungfrau gar schwebt nicht nur frei in die Höhe, sie dreht sich während des Levitationsvorganges um die eigene Achse […] Im ganzen Vorderen Orient ist Zati Sungur bekannt und beliebt. Seine Berühmtheit dort bringt es mit sich, dass sein Name identisch mit Zauberei ist, auch jetzt noch, nachdem er sich von der Bühne zurückgezogen hat. ‚Zati-Sungur-machen‘ - das bedeutet für jeden Türken in unseren Ländern, dass etwas zum Verschwinden gebracht wird. Viele wissen Legenden über Sungur zu berichten, mit großem Ernst, der keinen Zweifel aufkommen lässt:- "Zati Sungur ging zum Friseur. Kaum saß er auf dem Stuhl, sagte er zum Meister: "Ich muss noch etwas erledigen. Hier haben sie meinen Kopf, frisieren sie ihn"- nahm ihn ab, reichte ihn dem fassungslosen Friseur und ging kopflos davon."
Zati Sungur berichtete, dass ein Zuschauer in Südamerika drei Schüsse auf ihn abgegeben habe, weil der Zuschauer glaubte, Sungur zersäge tatsächlich eine Frau.